# 기찬수
기찬수(奇讚守, 1954년 10월 8일 ~ )는 대한민국의 제24대 병무청장이다.

## 생애
육군3사관학교 13기로 임관하여, 국군기무사령부 참모장, 육군 수도군단 부군단장을 역임하였으며 소장 계급으로 전역하였다. 2017년 7월 17일 병무청장에 임명되었다.

## 학력
- 진영농공고등학교
- 육군3사관학교 13기(1976년)
- 육군공병학교 수료(1977년)
- 육군보병학교 수료(1978년)
- 육군포병학교 수료(1978년)
- 국방대학교 행정학사 30기(1985년)
- 성균관대학교 경영학과 학사(1990년)
- 성균관대학교 대학원 행정학 석사(1993년)[3]
- 국방대학원 행정학 석사(2000년)

## 경력
- 육군3사관학교 제13기 임관
- 국군기무사령부 제1처장(준장)
- 국군기무사령부 참모장(준장 → 소장)
- 대한민국 육군 수도군단 부군단장(소장)
- 수도군단 부군단장 재직 중 2009년 육군 소장 전역.
- (주)대명GEC 대표이사 부회장
- (주)대명에너지 대표이사 부회장
- 병무청 청장[3]